# Taffy (serial)
Taffy este un serial de televiziune animat francez pentru Boomerang. Serialul urmărește un raton gri, Taffy și un doberman albastru numit Bentley. Alături de stăpâna sa, doamna Mai Mult (sau Dna. M) (Doamna Muchmore în engleză) și de majordomul Forsythe. Mai multe alte personaje secundare și de fundal apar deseori în serial.
Serialul a fost difuzat pe canalul Boomerang în toată lumea pe 7 ianuarie 2019.
În România, serialul a avut premiera pe canalul Boomerang pe 15 iulie 2019. Pe parcurs mutându-se pe Cartoon Network pe 25 octombrie 2021. Iar mai nou, fiind difuzat pe Disney Channel.

## Despre serial
Serialul se învârte în jurul lui Scraggs, un raton care trăiește în gunoaie, dar viața lui se schimbă când găsește conacul Doamnei Maimult și își pune o fundiță roșie la gât, schimbându-și numele în Taffy și se dă drept pisică ca să poată locui la conacul ei, dar câinele ei, Bentley, și-a dat seama de identitatea lui secretă și va face orice să îi scoată fundița de la gât ca să îl dea de gol și să fie aruncat înapoi la gunoaie, dar eșuează în fiecare episod.

## Episoade
1. Iată pisicuța
2. O mică problemă
3. Fără obligații
4. Licitația
5. Vă declar câine și pisică
6. Prietena lui Bentley
7. ADN
8. Acasă în vacanță
9. Mish și Mash dispăruți
10. Duhurile Crăciunului
11. Schimbul
12. Drăguț sau nu
13. Dieta cu nap
14. Hoțul de pisici
15. Ziua ratonului
16. Deconectare
17. Goana după caviar
18. Concursul
19. Mirosul vremurilor de altădată
20. Defect de fabricație
21. Robo Casa
22. Cine-i cel mai cuminte?
23. Bent-venit în junglă
24. În sălbăticie
25. Dacă atingi pe cineva
26. Mănușile albe
27. Majorbotul
28. Taffyzilla
29. Taffy Chicotel
30. Psiholog de animale
31. Pis-pis-pis
32. Celebritatea
33. Machiajul
34. Ochiul ratonului
35. Puloverele
36. Casca de învățat
37. Știrile
38. Flori pentru Bentley
39. Luna ratonului
40. Drobul meu iubit
41. Unitatea de climatizare
42. Conul
43. Vizita din viitor
44. Vinovăția ratonului
45. Petrecerea cu pureci
46. Paznicul
47. Pijamalele pisicii
48. Un cămin fericit
49. Comoara
50. Prăjiturile cu răvaș
51. Sindromul tremurici
52. Puneți mâna pe fundă
53. Bate palma!
54. Noua doamnă M
55. Funda inteligentă
56. Dragă am micșorat ratonul
57. Închiși
58. Spiritele
59. Turneul de golf
60. Rivalul
61. Doamna somnoroasă
62. Bolnavi
63. Ziua lui Bentley
64. Struțul
65. Marele strănut
66. Balonul cu aer cald
67. Întoarcerea lui Scraggs
68. Fratele geamăn
69. Micul monstru
70. Ajutorul generalului
71. Conacul din oglindă
72. Ratonul adevărat
73. Duhul din lampă
74. Taffy prinde șoareci
75. Poneiul prefăcut
76. Fobia de scârțâit
77. Clonă dulce clonă
78. Triliotită